# Moniliellomycetes
Moniliellomycetes Zalar, de Hoog & Schroers – klasa grzybów należąca do typu podstawczaków (Basidiomycota).

## Systematyka
Pozycja w klasyfikacji według Index Fungorum
Moniliellomycetes, Agaricomycotina, Basidiomycota, Fungi.
Według aktualizowanej klasyfikacji Index Fungorum bazującej na Dictionary of the Fungi jest to takson monotypowy z jedną tylko, również monotypową rodziną i monotypowym rodzajem:
- podklasa incertae sedis
  - rząd Moniliellales Q.M. Wang, F.Y. Bai & Boekhout 2014
    - rodzina Moniliellaceae Q.M. Wang, F.Y. Bai & Boekhout 2014[1].
      - rodzaj Moniliella Stolk & Dakin 1966[1].